# Бальчидер
Бальчидер (нім. Baltschieder) — громада  в Швейцарії в кантоні Вале, округ Фісп.

## Географія
Громада розташована на відстані близько 80 км на південний схід від Берна, 40 км на схід від Сьйона.
Бальчидер має площу 31,3 км², з яких на 1,1% дозволяється будівництво (житлове та будівництво доріг), 8,7% використовуються в сільськогосподарських цілях, 3,4% зайнято лісами, 86,8% не є продуктивними (річки, льодовики або гори).

## Демографія
2019 року в громаді мешкало 1331 особа (+10,1% порівняно з 2010 роком), іноземців було 8,4%. Густота населення становила 42 осіб/км².
За віковим діапазоном населення розподілялося таким чином: 23,3% — особи молодші 20 років, 62,9% — особи у віці 20—64 років, 13,8% — особи у віці 65 років та старші. Було 512 помешкань (у середньому 2,6 особи в помешканні).
Із загальної кількості 208 працюючих 36 було зайнятих в первинному секторі, 35 — в обробній промисловості, 137 — в галузі послуг.